# Der Ritt ums Leben
Der Ritt ums Leben ist ein Ende 1923 entstandenes, US-amerikanisches Stummfilm-Historiendrama von Marshall Neilan mit Mary Pickford in der Hauptrolle. Die Geschichte basiert auf dem Roman Dorothy Vernon of Haddon Hall (1902) von Charles Major.

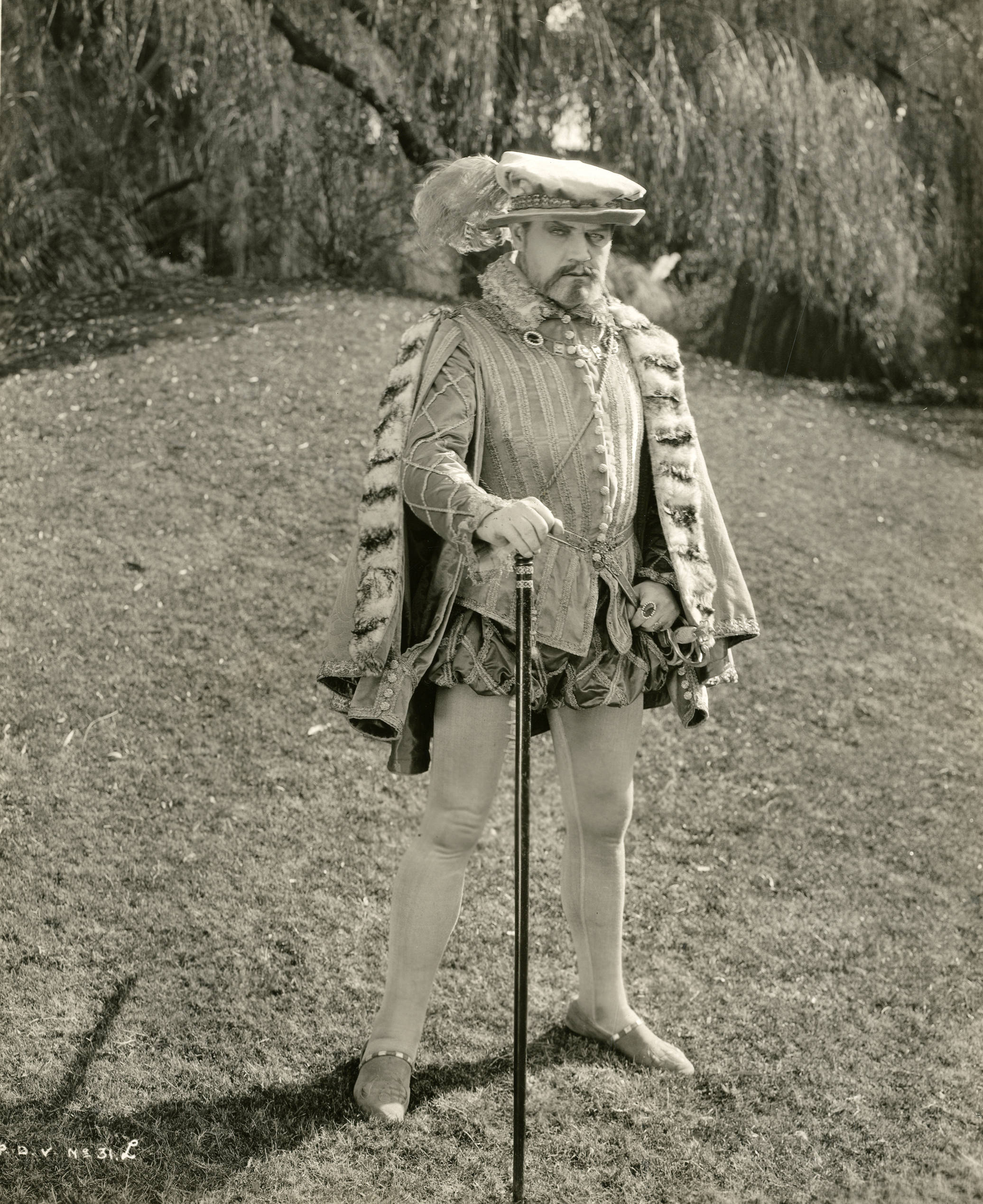
Anders Randolf spielt den herrischen Vaters Dorothys (Mary Pickford), Sir George Vernon.

## Handlung
England, Mitte des 16. Jahrhunderts. Die beiden altenglischen Adelshäuser Vernon und Rutland sind Nachbarn und sollen nun endgültig, auch mittels interfamiliärer Bande, miteinander verbunden werden. Um seiner Familie den Namen Vernon zu bewahren, will Sir George Vernon, der keine männlichen Nachkommen hat, seine Tochter Dorothy, die eigentlich seit ihrer Kindheit mit dem Landedelmann Sir John Manners verlobt ist, an ihrem 18. Geburtstag mit ihrem Vetter Sir Malcolm verheiraten. Die aber ist an diesem mutmaßlich ungehobelten Verwandten überhaupt nicht interessiert. Ihr Vater besteht auf die Heirat mit Malcolm, doch die temperamentvolle junge Frau tobt und wehrt sich nach Leibeskräften gegen die ungewünschte Partie. Der alte Vernon sieht nur noch ein Mittel, seine widerspenstige Tochter gefügig zu machen, und droht ihr, Manners hinrichten zu lassen, wenn sie Sir Malcolm nicht heiraten werde. Als Dorothy dann den aus der Fremde nach England heimkehrenden Malcolm kennen lernt, ist sie überraschenderweise entzückt von dem smarten Jüngling. Sie weiß nicht, dass John Manners sich als Malcolm ausgegeben hat.
Um der Hochzeit den entsprechend festlichen Rahmen zu ermöglichen, gelingt es Vernon sogar, die junge englische Königin Elisabeth I. zu den Festlichkeiten zu locken. Er ahnt nicht, dass der reale Malcolm plant, in verräterischer Weise die Queen zu ermorden, um ihre größte Konkurrentin, die schottische Königin Maria, an ihrer Stelle zu inthronisieren. Dorothy, die mittlerweile erfahren hat, dass „ihr“  Malcolm in Wahrheit John Manners ist, wird derweil mit der Falschnachricht in Rage versetzt, dass John den Reizen der schönen Schottenkönigin erlegen sei. In rasender Eifersucht verrät sie daraufhin das streng gehütete Geheimnis der Rückkehr Queen Marys nach England. Erst als Dorothy erfährt, dass sie ein Opfer gezielter Fehlinformation wurde, versucht sie, die schottische Monarchin vor dem sie verfolgenden Hass ihrer englischen Kollegin zu schützen, in dem sie mit ihr die Rollen tauscht. Da Dorothy aber auch verhindert, dass wiederum Malcolm Königin Elisabeth umbringt, ist sie des Wohlwollens der englischen Queen gewiss. Anstatt des Hochverrats angeklagt zu werden, darf sie mit ihrem Liebsten ins Exil nach Wales gehen, nachdem dieser den hochverräterischen Sir Malcolm im Degenduell getötet hat.

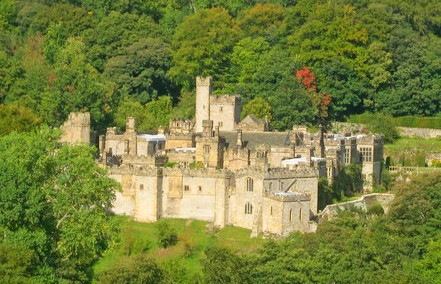
Drehort Haddon Hall

## Produktionsnotizen
Dorothy Vernon of Haddon Hall, so der Originaltitel dieses altmodischen Melodrams, entstand zwischen Anfang Oktober und Ende Dezember 1923 und wurde am 15. März 1924 uraufgeführt. Im Januar 1925 fand die deutsche Premiere statt, die österreichische Premiere war am 14. November 1925 in Wien.
Mitchell Leisen kreierte die Kostüme.
Der Film kostete etwa 750.000 $ und spielte rund 900.000 $ ein.
Die Außenaufnahmen entstanden in dem real existierenden Landsitz Haddon Hall in England (Foto links unten).

## Wissenswertes
Eigentlich sollte Ernst Lubitsch, mit dem Pickford unmittelbar zuvor den Film Rosita abgedreht hatte, Regie führen, doch dieser lehnte die überlange (zweieinviertel Stunden) Geschichte ab, weil sie seiner Meinung nach zu viele Nebenstränge besaß.
Ersatzregisseur Marshall Neilan war während der Dreharbeiten häufig betrunken, sodass Mary Pickford kurzerhand über längere Strecken hinweg selbst (ungenannt) Regie führte.

## Kritiken
Österreichs Die Stunde befand: „Mary Pickford trägt die Kleider Alt-Englands mit demselben Liebreiz, mit dem sie sich in moderne Toiletten kleidet. Sie ist wieder überwältigend in der Anlage einer beinahe klassischen Rolle. Man kommt aus dem Staunen über die Entwicklung dieser großen Künstlerin nicht hinaus. In jeder neuen Rolle ist sie größer als je vorher.“
Janiss Garza meinte Jahrzehnte später knapp, „dies sei nicht einer der besseren Kostümfilme jener Zeit gewesen.“